# Batuhan Kırdaroğlu
Batuhan Kırdaroğlu (* 10. September 2000 in Gebze) ist ein türkischer Fußballspieler.

## Karriere
Kırdaroğlu kam in Gebze auf die Welt und begann mit dem Vereinsfußball 2011 in der Nachwuchsabteilung von Beylikbağıspor. Anschließend spielte er für die Nachwuchsmannschaften von Pendikspor. Hier startete er 2018 auch seine Profikarriere.
Zur Saison 2019/20 wurde er vom Erstligisten Göztepe Izmir verpflichtet.